# Donji Tičići
Donji Tičići är en ort i Bosnien och Hercegovina.   Den ligger i entiteten Federationen Bosnien och Hercegovina, i den centrala delen av landet, 40 km nordväst om huvudstaden Sarajevo. Donji Tičići ligger 407 meter över havet och antalet invånare är 735.
Terrängen runt Donji Tičići är huvudsakligen kuperad. Donji Tičići ligger nere i en dal. Runt Donji Tičići är det ganska tätbefolkat, med 93 invånare per kvadratkilometer.. Närmaste större samhälle är Zenica, 12,6 km nordväst om Donji Tičići. 
I omgivningarna runt Donji Tičići växer i huvudsak lövfällande lövskog.